# Delphacodes nigrifacies
Delphacodes nigrifacies är en insektsart som först beskrevs av Frederick Arthur Godfrey Muir 1918.  Delphacodes nigrifacies ingår i släktet Delphacodes och familjen sporrstritar. Inga underarter finns listade i Catalogue of Life.